# أبوستولوس جيانو
أبوستولوس جيانو (باليونانية: Απόστολος Γιάννου)‏ (بالإنجليزية: Apostolos Giannou)‏ (25 يناير 1990 بناوسا في اليونان - ) هو لاعب كرة قدم أسترالي ويوناني في مركز الهجوم. شارك مع منتخب أستراليا تحت 17 سنة لكرة القدم ومنتخب اليونان تحت 19 سنة لكرة القدم ومنتخب اليونان تحت 21 سنة لكرة القدم ومنتخب أستراليا لكرة القدم ومنتخب اليونان لكرة القدم. أما مع النوادي، فقد لعب مع نادي أستيراس تريبوليس ونادي بانيونيوس ونادي باوك ونادي بلاتانياس ونادي غوانغجو آر أند إف ونادي كافالا وأبولون بونتو ‏ وOakleigh Cannons FC ‏.

## وصلات خارجية
- أبوستولوس جيانو على موقع الاتحاد الأوربي (الإنجليزية)
- أبوستولوس جيانو على موقع قاعدة بيانات كرة القدم.إي يو (الإنجليزية)
- أبوستولوس جيانو على موقع ناشيونال فوتبول تيمز (الإنجليزية)
- أبوستولوس جيانو على موقع Soccerbase.com (لاعب) (الإنجليزية)
- أبوستولوس جيانو على موقع Soccerway.com (الإنجليزية)
- أبوستولوس جيانو على موقع AS.com (الإسبانية)